# Diuronotus rupperti
Diuronotus rupperti is een buikharige uit de familie Muselliferidae. Het dier komt uit het geslacht Diuronotus. Diuronotus rupperti werd in 2005 voor het eerst wetenschappelijk beschreven door Todaro, Balsamo & Kristensen. 